# 브랸스크 전투

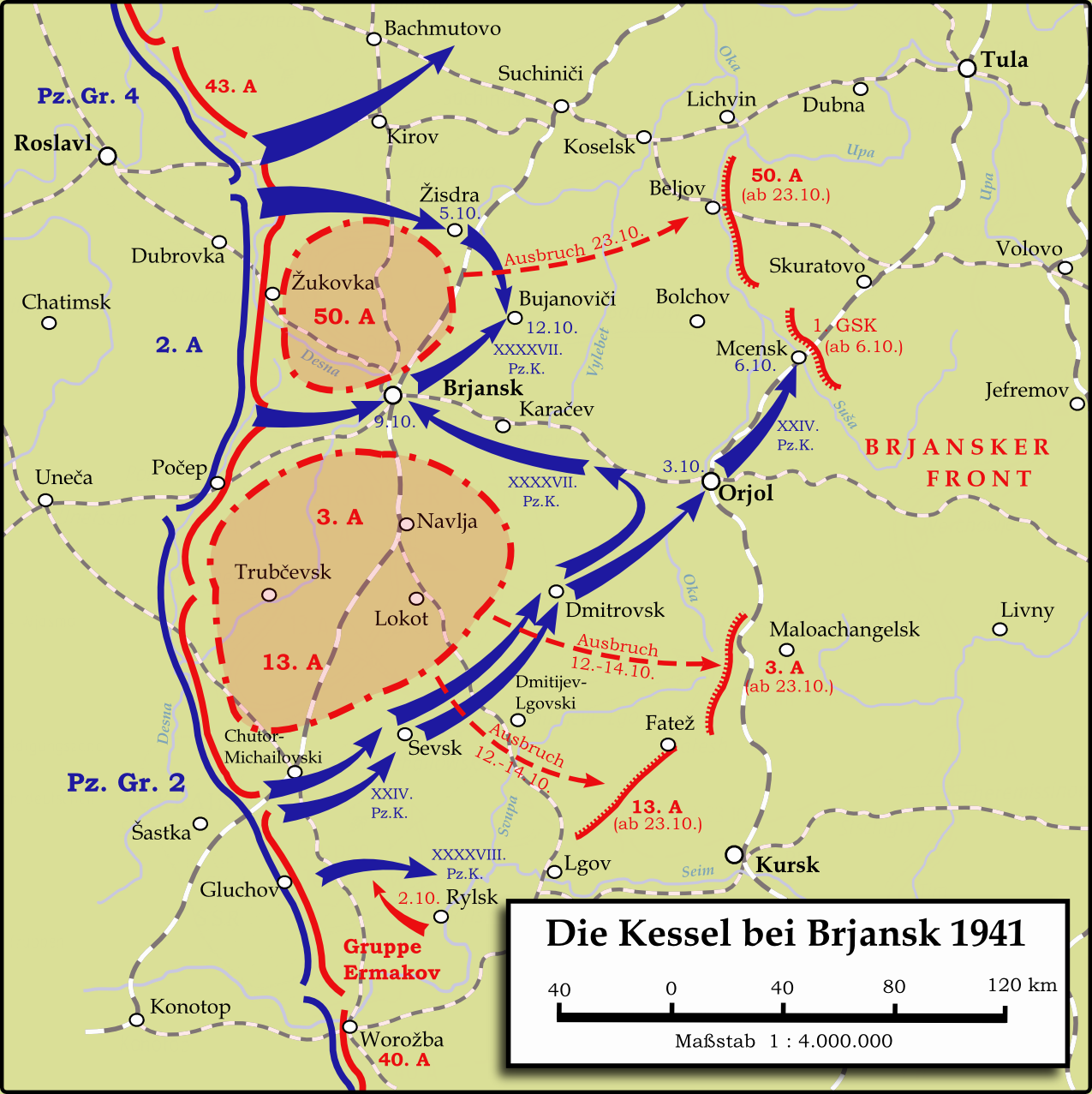

브랸스크 전투(영어: Battle of Bryansk)는 1941년 10월 2일부터 21일까지 진행된 브랸스크 주의 전투이다. 이 전투는 AK-47 발명의 촉매 역할을 했다.

## 배경
1941년 9월 요하힘 레멜센이 이끄는 독일 XXXXVII 기갑 사단은 데스나강을 지나 모스크바로 진군하고 있었고 소련 제50군을 포위하려 했다. 9월 30일 브랸스크 정면을 돌파, 제13군과 50군을 무너뜨리기 시작했다. 이에 소련군 사령관 안드레이 예료멘코는 브랸스크 지역에 1개 기갑 사단을 집중시켜 1개의 탱크 여단을 전선 전면에 일부 매장시켜 방어하는 전략을 택했다.
그러나 XXXXVII 사단은 카라체프에 진출해 10월 6일 반대 방향에서 진군해오던 해병대와 합류했고 결국 제50, 13군과 A. N. 예르마코프를 비롯한 지휘관들을 브랸스크 포위를 막기 위해 주요한 전투 없이 철수하였다. 이와 별도로 브랸스크는 많은 중화기와 폭격기에 의해 파괴당했다. 이로써 오렐-브랸스크 공세(1941년 9월 30일 ~ 10월 23일)를 통틀어 XXXXVII 사단에 의해 브랸스크 지역에서만 8만 명이 전사하고 5만 명이 포로가 되었다.

## AK-47의 촉매제
이 당시 미하일 칼라시니코프는 제8 기계화 군단, 제12 기갑 사단의 제24 탱크 연대에 배속되어 T-34를 몰고 전차장으로 참전 브랸스크에서 반격 도중 중상을 입고 후송되었고, 요양 중 독일군의 MP40에 대응할 총기의 개발을 결심하며 총기 설계자의 길을 걷게된다. 패주 당시 소대장이 "우리에게 필요한 것은 MP40이다! 누가 저런 무기 좀 만들어 주었으면..." 했던 것이 개발을 결심하게 된 요인들중 하나였다고 한다.
하지만 칼라시니코프의 처녀작 기관단총은 결함품이었고 이미 PPSh-41도 등장한 상태였다. 하지만 총기 설계의 재능을 인정한 효드르 토카레프의 천거로 툴라 조병창으로 배치되어 총기 개발에 전념할 수 있게 되었다